# زره‌دار
زره‌دار (انگلیسی: Armored) فیلمی در ژانر سرقت، اکشن و مهیج به کارگردانی نیمرود آنتال است که در سال ۲۰۰۹ منتشر شد.

## بازیگران
- مت دیلون
- ژان رنو
- لارنس فیشبرن
- آمائوری نولاسکو
- میلو ونتیمیگلیا
- اسکیت اولریش
- کلمبوس شورت
- فرد وارد
- لرنا ریور